# Fietssnelweg F27
De fietssnelweg of fietsostrade F27 ook wel bekend als de Leirekensroute is een Belgische fietssnelweg van 18 km tussen Aalst en Londerzeel. De F27 volgt het traject van de vroegere spoorlijn 61. Deze route is al jaren onderdeel van de fietsroute van Nederland naar Santiago de Compostella. De Leirekensroute is befietsbaar, maar is nog niet gerealiseerd als fietssnelweg.

## Geschiedenis
De provincies Oost-Vlaanderen en Vlaams-Brabant onderzochten met de stad Aalst en Merchtem, Opwijk en Londerzeel hoe men ze de Leirekensroute kunnen omvormen tot van recreatieve route naar een volwaardige groene fietssnelweg.

## Traject

### Aalst

#### Kamiel Serganttunnel
De Kamiel Serganttunnel is de tunnel voor fietsers en voetgangers onder de N411 Moorselbaan in Aalst die in 2021 werd geopend. In 2024 werd deze fietstunnel genoemd naar Kamiel Sergant, Keizer Carnaval, boegbeeld van het carnaval in Aalst en weldoener, die aan deze weg een fietsenwinkel uitbaatte. Er werd toen een kunstwerk van collectief Team Alosta, een muurschildering in de vorm van twee metershoge portretten van Keizer Kamiel en zijn uitspraken "Wie leeft en geeft sterft nooit" en "Kameroot Weir doeng voesj" (kameraad, we doen voort) in de tunnel aangebracht.

### Opwijk

#### Foksveldtunnel
De Foksveldtunnel is de fiets- en voetgangerstunnel net ten noordwesten van station Opwijk, waarmee fietssnelweg F27 onder spoorlijn 60 door gaat. De tunnel wordt in 2025 verbreed en vernieuwd.

### Londerzeel
In Londerzeel sluit de lijn aan met de F44, die richting Mechelen en Dendermonde gaat. 